# ألبرت فيرير
ألبرت فيرير إيللوبيس (بالإسبانية: Albert Ferrer i Llopis)، ولد في 6 يونيو 1970

 هو لاعب كرة قدم معتزل لعب كظهير أيمن لأندية برشلونة وتشيلسي، ومدرب حالي درب أندية فيتيس وقرطبة.

## الحياة المهنية كلاعب

### برشلونة
كان فيرير مدافعاً وبالتحديد ظهيراً أيمن. بدأ حياته المهنية مع برشلونة بي، ثم تمت إعارته إلى تينيريفي في موسم 1989-1990 حيث لعب مباراته الأولى في الدوري الإسباني وهو بعمر 19.
عاد بعد ذلك للعب في برشلونة في الصيف بعد انتهاء فترة إعارته، وأصبح الخيار الأول للمدرب في مركز الظهير الأيمن، وكان في بعض الأحيان يتبادل المركز مع سيرجي بارخوان، وظل في برشلونة ل8 مواسم، وسجل هدفاً واحداً فقط. وفاز مع النادي ب5 بطولات دوري، وكأس أوروبا الأول للنادي، ومرة واحدة كأس الكؤوس الأوروبية،ومرتين كأس ملك إسبانيا، و4 مرات كأس السوبر الإسباني، ومرتين كأس السوبر الأوروبي. لعب فيرير 221 مباراة دوري خلال مواسمه التسع في المسابقة.

### تشيلسي
انتقل فيرير إلى تشيلسي في يونيو 1998 من برشلونة بقيمة 2.2 مليون £، واستطاع إثبات نفسه في التشكيلة الأساسية للفريق، وساعد الفريق في المنافسة لأول مرة في تاريخ النادي في مسابقة دوري الأبطال بعد احتلاله المركز الثالث في موسم 1998-99، وفاز مع النادي بكأس الاتحاد الإنجليزي في الموسم التالي رغم غيابه عن المباراة النهائية بسبب الإصابة، ووصل إلى ربع نهائي منافسة دوري الأبطال من أول مشاركة في تاريخ النادي، وأحرز هدفه الوحيد مع البلوز في المسابقة عندما فاز النادي 2-0 على هرتا برلين.
لكن مع سلسلة من الإصابات، وسياسة المدرب جانلوكا فيالي مع الفريق، تضاءلت فرص فيرير في اللعب لصالح الشباب في الموسم التالي، ولم يلعب سوى 14 مباراة دوري، كما تم استبعاده من تشكيلة نهائي كأس الاتحاد رغم أنه لم يكن مصاباً. في آخر موسمين له لم يلعب سوى 7 مباريات دوري؛ لذا فقد أعلن اعتزاله مع انتهاء غقده في مايو 2003 في سن ال33، بعد أن لعب 113 مباراة مع الفريق اللندني في كل المسابقات.

### المنتخب
تدرج فيرير في منتخبات إسبانيا للشباب حتى شارك في مباراته الأولى مع المنتخب الأول في 4 سبتمبر 1991 في مباراة ودية ضد أوروغواي في أوفييدو، وشارك في 36 مباراة مع المنتخب.
وشارك مع المنتخب في منافستي كأس العالم 1994 وكأس العالم 1998، إلا أنه لم يشارك في الثانية إلا في مباراة واحدة هي تلك المباراة التي خسرها اللاروخا 2-3 أمام نيجيريا، وفوت بطولة أمم أوروبا 1996 وبطولة أمم أوروبا 2000 بسبب الإصابة.
في 1992، شارك فيرير مع منتخب بلاده الأولمبي في دورة الألعاب الصيفية 1992 والتي أقيمت بمسقط رأسه برشلونة، وتمكن من حصد الذهب معهم.

## الحياة المهنية كمدرب

### فيتيس
بعد اعتزاله، عمل فيرير لعدة سنوات كمعلق ومحلل رياضي في عدة محطات إذاعية إسبانية، قبل أن يتم الإعلان عنه كمدرب جديد لفيتيس في أواخر أكتوبر 2010.
احتل فيتيس تحت قيادة فيرير المركز ال15 بعد أن تمكن من النجاة من الهبوط في موسم 2010-2011؛ لذا فقد أقيل من منصبه، وتولى مكانه جون فاندين بروم.

### قرطبة
تولى فيرير تدريب قرطبة في 17 فيراير 2014، وتمكن الفريق من إنهاء الموسم في المركز السابع في موسم 2013-2014، وبالتالي فقد تأهل إلى مرحلة خروج المغلوب المؤهلة لدوري الدرجة الأولى الإسباني، وتجاوز لاس بالماس ليصعد إلى دوري الدرجة الأولى للمرة الأولى منذ 42 عاماً. رغم ذلك، فقد أقيل من مهامه في 20 أكتوبر 2014؛ بعد حصوله على 4 نقاط فقط من المباريات ال8 الأولى في موسم 2014-2015، واحتل المركز الأخير.

## البطولات

### الأندية
برشلونة
- كأس أوروبا(مرة واحدة):1991-92.
- كأس الكؤوس الأوروبية(مرة واحدة):1996-97.
- كأس السوبر الأوروبي(مرتان):1992، 1997.
- الدوري الإسباني(5 مرات):1990-91، 1991-92، 1992-93، 1993-94، 1997-98.
- كأس ملك إسبانيا(مرتان):1996-97، 1997-98.
- كأس السوبر الإسباني(4 مرات):1991، 1992، 1994، 1996

تشيلسي
- كأس السوبر الأوروبي(مرة واحدة):1998.
- كأس الاتحاد الإنجليزي(مرة واحدة):1999-2000.
- درع الاتحاد الإنجليزي(مرة واحدة):2000.

### المنتخب
- الألعاب الأولمبية الصيفية:برشلونة 1992(ذهب).

## وصلات خارجية
- BDFutbol profile
- National team data
- ألبرت فيرير على موقع الاتحاد الدولي (مؤرشف)  (الإنجليزية)
- ألبرت فيرير على موقع قاعدة بيانات كرة القدم.إي يو (الإنجليزية)
- ألبرت فيرير على موقع ناشيونال فوتبول تيمز (الإنجليزية)
- ألبرت فيرير على موقع Soccerbase.com (لاعب) (الإنجليزية)
- ألبرت فيرير على موقع عالم كرة القدم.نت (الإنجليزية)
- ألبرت فيرير على موقع أوليمبيديا (الإنجليزية)
- ألبرت فيرير على فرق كرة القدم الوطنية.كوم